# Bembidion bowditchii
Bembidion bowditchii es una especie de escarabajo del género Bembidion, familia Carabidae. Fue descrita científicamente por LeConte en 1878.
Habita en Canadá y los Estados Unidos.